# Dän Tàgé
Dän Tàgé är ett vattendrag i Kanada.   Det ligger i territoriet Yukon, i den västra delen av landet, 4 100 km väster om huvudstaden Ottawa.
Trakten runt Dän Tàgé är nära nog obefolkad, med mindre än två invånare per kvadratkilometer.